# Cerapoda
Cerapoda este un subordin extinct de dinozauri Ornithischia.

## Clasificare
Cerapoda a fost numit pentru prima oară de paleontologul american Sereno în 1986. Cladograma de mai jos urmează o analiză din 2011 realizată de paleontologii Richard J. Butler, Jin Liyong, Chen Jun și Pascal Godefroit.
|                 | Ornithopoda                                                       |
|                 |                                                                   |
| Marginocephalia | \| \| Pachycephalosauria \| \| \| \| \| \| Ceratopsia \| \| \| \| |
|                 | \| \| Pachycephalosauria \| \| \| \| \| \| Ceratopsia \| \| \| \| |
|                 | Pachycephalosauria                                                |
|                 |                                                                   |
|                 | Ceratopsia                                                        |
|                 |                                                                   |

|  | Pachycephalosauria |
|  |                    |
|  | Ceratopsia         |
|  |                    |